# Robert de Castel
Robert de Castel (d'Arras) (fl. 1272) è stato un troviero attivo ad Arras e dintorni nel tardo XIII secolo.
Viene menzionato nel congés di Baude Fastoul, scritto nel 1272, che in questa data lo colloca ad Arras. Egli è il destinatario del componimento poetico, Robert du Chastel, biaus sire, un jeu parti di un altro troviero di Arras, Jehan Bretel (morto nel 1272), giudicato da un altro artesiano, Gaidifer d'Avion. 
Dell'opera di Robert ci sono pervenute sei canzoni; due di queste acquistarono una certa popolarità. En loial amour ai mis in una fonte viene detta coronée (incoronata), indicando con ciò che vinse un agone poetico, probabilmente associata al Puy d'Arras. Più popolare fu Se j'ai chanté sans guerredon avoir, la quale sopravvive in undici manoscritti: documentata nel modo frigio nello Chansonnier Cangé, nel modo dorico nello Chansonnier du Roi, risulta coronée nello Chansonnier des Memses. Il successivo brano religioso anonimo La volontés dont mes cuers est ravis era un contrafactum della sua melodia. Oltre alle due canzoni Robert scrisse 
- Amours me mont me guerroie
- Bien ait l'amours qui m'a doné l'usage
- Nus fins amans ne se doit esmaier
- Pour (çou) ce se j'ain et je ne sui amés

Quest'ultima venne citata, testualmente e in minor misura musicalmente, da Guillaume de Machaut nel suo mottetto in medio francese a quattro voci.